# Tai Baribo
Tai Baribo (hebreo: תאי בריבו; Eilat, Israel, 15 de enero de 1998) es un futbolista israelí que juega como delantero en el Philadelphia Union de la Major League Soccer.

## Primeros años
Nació y creció en Eilat, Israel, en el seno de una familia judía. Explicó que el significado de su inusual nombre de pila es un acrónimo en hebreo de la frase "La Torá de la Tierra de Israel". Su madre, Maya, murió de cáncer cuando él tenía 11 años, y desde entonces ha decidido que su carrera esté dedicada a su memoria. Su padre, Itzik, Es propietario de un centro de deportes acuáticos en Eilat, donde se fijó por primera vez en su talento cuando era un niño de 11 años. Es el menor de tres hijos.
Se alistó en las Fuerzas de Defensa de Israel como soldado en 2016, hasta su baja honorable en 2019.

## Trayectoria
Comenzó a jugar al fútbol en el Hapoel Ironi Rishon LeZion FC. Debido a la larga distancia, tenía que llegar a los entrenamientos del equipo en vuelos. Cuando cumplió 15 años, se incorporó al Maccabi Petah-Tikvah F. C.
El 1 de marzo de 2017 debutó con el primer equipo en la derrota por 1-2 ante el Maccabi Tel Aviv F. C. en el partido de la Copa del Estado de Israel.
Firmó un contrato de dos años con el Wolfsberger AC el 9 de julio de 2021. Hizo su debut con el club el 25 de julio, el día inaugural de la temporada 2021-22, saliendo de la banca como suplente tardío de Thorsten Röcher en el empate 1-1 contra el SK Austria Klagenfurt. Marcó sus primeros goles al mes siguiente, asegurando un empate 2-2 contra el WSG Tirol al anotar un doblete.

## Selección nacional
Hizo su debut con la selección nacional de Israel en un partido amistoso en la derrota fuera de casa por 0-2 ante Alemania el 26 de marzo de 2022.
El 24 de septiembre de 2022 anotó el primer gol de su Israel natal contra Albania en la Liga de Naciones de la UEFA 2022-23 en la victoria en casa de Israel por 2-1.

## Estadísticas

### Clubes
Actualizado al último partido disputado el 27 de septiembre de 2023.
| Club                              | Div.          | Temporada     | Liga  | Liga  | Copas nacionales | Copas nacionales | Copas internacionales | Copas internacionales | Total | Total |
| Club                              | Div.          | Temporada     | Part. | Goles | Part.            | Goles            | Part.                 | Goles                 | Part. | Goles |
| --------------------------------- | ------------- | ------------- | ----- | ----- | ---------------- | ---------------- | --------------------- | --------------------- | ----- | ----- |
| Maccabi Petah-Tikvah F. C. Israel | 1.ª           | 2016-17       | 4     | 0     | 1                | 0                | ―                     | ―                     | 5     | 0     |
| Maccabi Petah-Tikvah F. C. Israel | 1.ª           | 2017-18       | 8     | 1     | 4                | 0                | ―                     | ―                     | 12    | 1     |
| Maccabi Petah-Tikvah F. C. Israel | 1.ª           | 2018-19       | 30    | 7     | 7                | 0                | ―                     | ―                     | 37    | 7     |
| Maccabi Petah-Tikvah F. C. Israel | 2.ª           | 2019-20       | 25    | 9     | 4                | 1                | ―                     | ―                     | 29    | 10    |
| Maccabi Petah-Tikvah F. C. Israel | 1.ª           | 2020-21       | 27    | 6     | 4                | 0                | ―                     | ―                     | 31    | 6     |
| Maccabi Petah-Tikvah F. C. Israel | Total club    | Total club    | 94    | 23    | 20               | 1                | 0                     | 0                     | 114   | 24    |
| Wolfsberger AC · Austria          | 1.ª           | 2021-22       | 29    | 11    | 3                | 2                | ―                     | ―                     | 32    | 13    |
| Wolfsberger AC · Austria          | 1.ª           | 2022-23       | 33    | 17    | 4                | 5                | 4                     | 2                     | 41    | 24    |
| Wolfsberger AC · Austria          | Total club    | Total club    | 62    | 28    | 7                | 6                | 5                     | 2                     | 73    | 37    |
| Philadelphia Union Estados Unidos | 1.ª           | 2023          | 5     | 0     | 0                | 0                | 1                     | 0                     | 6     | 0     |
| Philadelphia Union Estados Unidos | 1.ª           | 2024          | 0     | 0     | 0                | 0                | —                     | —                     | 0     | 0     |
| Philadelphia Union Estados Unidos | Total club    | Total club    | 5     | 0     | 0                | 0                | 1                     | 0                     | 6     | 0     |
| Total carrera                     | Total carrera | Total carrera | 161   | 51    | 27               | 8                | 5                     | 2                     | 193   | 61    |

### Hat-tricks
| 1 | 18 de julio de 2024 | Subaru Park, Chester | Philadelphia Union - New England Revolution |  | 5 - 1 | Major League Soccer 2024 |
| 2 | 1 de marzo de 2025  | Subaru Park, Chester | Philadelphia Union - FC Cincinnati          |  | 4 - 1 | Major League Soccer 2025 |